# شيلدون كوبر
شيلدون لي كوبر (بالإنجليزية: Sheldon Cooper)‏ هو شخصية خيالية في المسلسل التلفزيوني نظرية الانفجار العظيم الذي يعرض على شاشة ال«سي بي إس» ، ويقوم بدوره الممثل جيم بارسونز الذي فاز بجائزتي إيمي وغولدن غلوب لهذا الدور.
شيلدون هو عالم فيزياء نظرية في معهد كاليفورنيا للتكنولوجيا ويتقاسم شقة مع زميله وصديقه المفضل ليونارد هوفستاتر. يتميز شيلدون بسلوك روتيني صارم، الغياب الكامل للمهارات الاجتماعية، صعوبة تمييز الدعابة أو التهكم، وغياب التواضع والتعاطف مع الآخرين. يتبجح شيلدون بشكل مستمر بتفوق قدراته العقلية على المحيطين به كونه يمتلك ذاكرة تصويرية و ذكاء منقطع النظير ، وهذه المزايا تخلق الطرافة حول شخصيته التي يعتبرها الكثير محورا رئيسيا للمسلسل و التي هي غالبا متشبعة بمشاعر جامدة مما اعطاها طابع كوميدي .